# Ernest Perrier

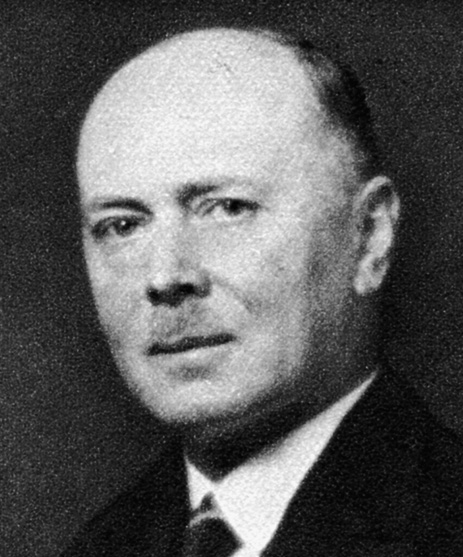
Ernest Perrier

Ernest Perrier (* 2. Mai 1881 in Freiburg; † 25. April 1958 in La Pierre-qui-Vire) war ein Schweizer Politiker (Konservative Volkspartei).

## Leben
Perrier absolvierte in Lausanne und Zürich ein Studium in Rechtswissenschaft und doktorierte 1906. Nach einem Anwaltspraktikum in Lausanne, machte er 1908 das Waadtländer Anwaltspatent und war von 1908 bis 1911 als Anwalt in Freiburg tätig. Von 1911 bis 1916 war er Staatsanwalt des Kantons Freiburg. 1914 gründete er die Neue Helvetische Gesellschaft mit.
Der katholisch-konservative Politiker Perrier wurde durch Georges Python unterstützt. Perrier war von 1918 bis 1921 Freiburger Grossrat und von 1916 bis 1932 Staatsrat. Im Staatsrat war er von 1916 bis 1920 Direktor des Polizeiwesens, von 1920 bis 1927 der Justiz, des Kultus, der Gemeinden und Pfarreien und von 1927 bis 1932 des Erziehungswesens. Für die Schweizerische Konservative Volkspartei (die heutige CVP) war er von 1919 bis 1932 Nationalrat, 1932 als Vizepräsident tätig, und von 1928 bis 1932 Präsident der Partei. Im Jahr 1932 nahm er als Schweizerischer Delegierter an der Genfer Abrüstungskonferenz teil.
Perrier unterstützte die kantonale Verfassungsrevision von 1921, setzte sich für den Schulsport ein und sorgte für den Ausbau mehrerer Schulhäuser. Nachdem er für Bürgschaften, die er gewährt hatte, nicht einstehen konnte, zog er sich im November 1932 aus dem öffentlichen Leben zurück. Er trat in die Benediktinerabtei La Pierre-qui-Vire ein und nannte sich fortan Dom Nicolas. Im Jahr 1937 wurde er zum Priester geweiht und war von 1938 bis 1952 als Prior tätig.